# San Cataldo
San Cataldo est une commune de la province de Caltanissetta, dans la région Sicile, en Italie.

## Toponymie
San Cataldu en sicilien et San Cataldo en italien.

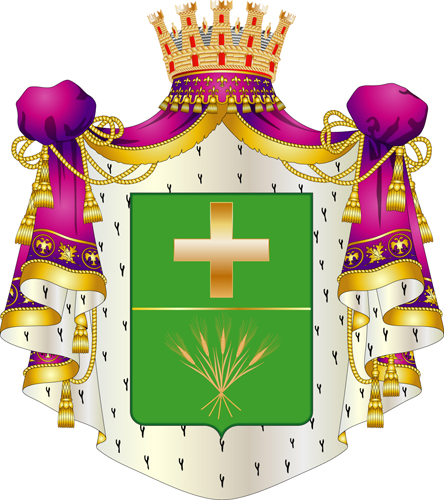
San Cataldo (CL)-Stemma

## Géographie

### Territoire
Elle est traversée par la rivière Salito.
La ville de San Cataldo est située dans la province de Caltanissetta, dans une zone de collines avec une altitude d'environ 625 mètres. La superficie de la ville est 75 km2 pour une densité de population de 311 habitants par km² ce qui classe San Cataldo dans la catégorie des villes d'Italie.
La ville se situe à 7 km de Caltanissetta qui est le chef-lieu de la province, à 63 km d'Agrigente, à 50 km d'Enna, à 124 km de Catane et 164 km de Palerme la capitale de la Sicile.

### Climat
Le climat de la ville de San Cataldo est assez doux malgré son altitude, on peut le caractériser comme continental. Les hivers sont assez froids mais les chutes de neige sont de plus en plus rares. Les étés sont très chauds avec des températures qui atteignent les 40 °C.

## Histoire
San Cataldo a été construite sur le territoire de l'ancienne maison Caliruni par Nicolo Galletti le 18 juillet 1607 après avoir obtenu une licence (licenza vox populandi) auprès du roi Philippe III de Sicile. Les archéologues ont durant des fouilles trouvé près de Vassallaggi à 5 km à l'est de San Cataldo des traces de peuplement datant du VIe – Ve siècle av. J.-C..
En 1623, la ville comptait 772 habitants, en 1651 il y avait environ 1607 habitants, en 1699 environ 3066 habitants et en 1921 on a recensé environ 23 486 habitants.
De la fondation de la ville en 1607 jusqu'en 1817, San Cataldo faisait partie de la province de Girgenti, l'actuelle Agrigente, puis en 1817 la ville de San Cataldo devient une commune de la province de Caltanissetta. Au début du XIXe siècle, la fin du féodalisme permis à la ville de San Cataldo d'entrer dans une période de transition qui se conclut par l'émancipation totale du système féodal par le biais de la constitution de 1812.
Avec la chute de Napoléon, Ferdinand II put récupérer la ville de Naples, il enleva à la Sicile les institutions libérales qui lui avait été accordées grâce à la Constitution de 1812, ce qui rend la Sicile dépendante de Naples. Les Siciliens ont mal supporté la fusion du royaume de Naples et du royaume de Sicile institutionnalisée par la loi du royaume des Deux-Siciles du 8 décembre 1816.
Le 2 juillet 1820, les charbonniers napolitains appartenant au mouvement politique secret du Carbonarisme, forcèrent Ferdinand II à rétablir la Constitution. De nombreux mouvements révolutionnaires ont lieu durant l'année 1848, le mouvement de libération de la ville de San Cataldo se joint à celui de Palerme. Plus tard vers 1860, les habitants de San Cataldo ont rejoint les troupes de Giuseppe Garibaldi pour l'unification italienne. Le 18 septembre 1865, la ville de San Cataldo est élevée au rang de ville en reconnaissance des actions contre l'oppression des Bourbons.
Le 28 juillet 1914, l'Autriche déclara la guerre à la Serbie après l'assassinat de l'héritier au trône autrichien François-Ferdinand d'Autriche survenu le 18 juin 1914 à Sarajevo par un terroriste serbe. Cet assassinat fut le déclenchement de la Première Guerre mondiale, l'Italie se joint au conflit mondial aux côtés de la Triple-Entente le 24 mai 1915. Les habitants de San Cataldo en âge de se rendre à la guerre se mobilisèrent à la suite de l'appel du gouvernement national, après 41 mois de guerre le nombre de morts parmi les habitants de San Cataldo fut de 280 personnes.
En ce qui concerne la Seconde Guerre mondiale, l'Italie entra en guerre contre la France le 10 juin 1940. Les alliés débarquèrent trois ans plus tard en Sicile le 10 juin 1943 et arrivèrent le 18 juillet 1943 à San Cataldo. Il faudra attendre le 2 mai 1945 pour la capitulation des troupes nazies en Italie.
Lors du référendum de 1948, la ville de San Cataldo a été l'une des seules villes de la province de Caltanissetta à voter en majorité pour un État républicain. La commune a vu durant le cours de son histoire une alternance de mouvement de développement et de mouvement de crise dans les activités extractives surtout concernant le soufre et les sels minéraux qui correspondent aux seules activités présentes dans la ville avec l'agriculture. Depuis les années 1950, la Sicile souffre d'une importante émigration vers les régions du nord de l'Italie.

## Monuments et lieux d'intérêts

### Piazza degli Eroi
La piazza degli Eroi, située au nord de la ville, abrite un monument dédié aux morts de toutes les guerres, l'un des plus beaux de la province de Caltanissetta. Le monument est entouré de plantes exotiques, au centre se trouve un obélisque surmonté d'un aigle en bronze. En bas, une autre sculpture représente une figure humaine qui offre au ciel un objet symbolisant le sacrifice des morts tombés lors des différentes guerres.

### Musée ethno-anthropologique
Le musée ethno-anthropologique est un petit musée qui contient les objets antiques qu'utilisait la population paysanne de San Cataldo, ainsi que des costumes folkloriques. Le musée se situe près de l'école secondaire Paolo Balsamo.

### Il Calvario
Le Calvario est situé dans la partie haute de la ville, il fut construit en 1854. La cérémonie religieuse la Scinnenza s'y déroule pendant les rites de la Semaine Sainte, durant laquelle le soir du Vendredi saint est représentée la crucifixion et la mort de Jésus. Le monument est doté d'un grand escalier où de multiples représentations ont lieu comme des festivals ou des défilés.
En 2007, des travaux de restauration ont commencé, ils se sont terminés en 2010 avec l'installation de 18 bas-reliefs en céramique qui représentent les épisodes de la crucifixion de Jésus. Ces bas-reliefs ont été réalisés par 18 écoles céramistes italiennes qui font partie de l'association Italiana Città della Ceramica.

### Les tours
La ville de San Cataldo compte trois tours. La première fut construite après que le roi Philippe III proclama la fondation de la ville et donna au baron du Fiumesalato le droit de construire une tour pour la défense. En 1780, on installa une horloge sur le clocher, qui est encore présente de nos jours.
Une deuxième tour avec une horloge est située à côté de l'église de Rosario depuis 1820, le clocher sonne tous les quarts d'heure, toutes les demi-heures et toutes les heures.
La troisième et dernière tour de la ville est présente à côté de la nouvelle église ouverte depuis 1963, la Chiesa del Cristo Re. Le clocher sonne toutes les demi-heures, toutes les heures et à midi.

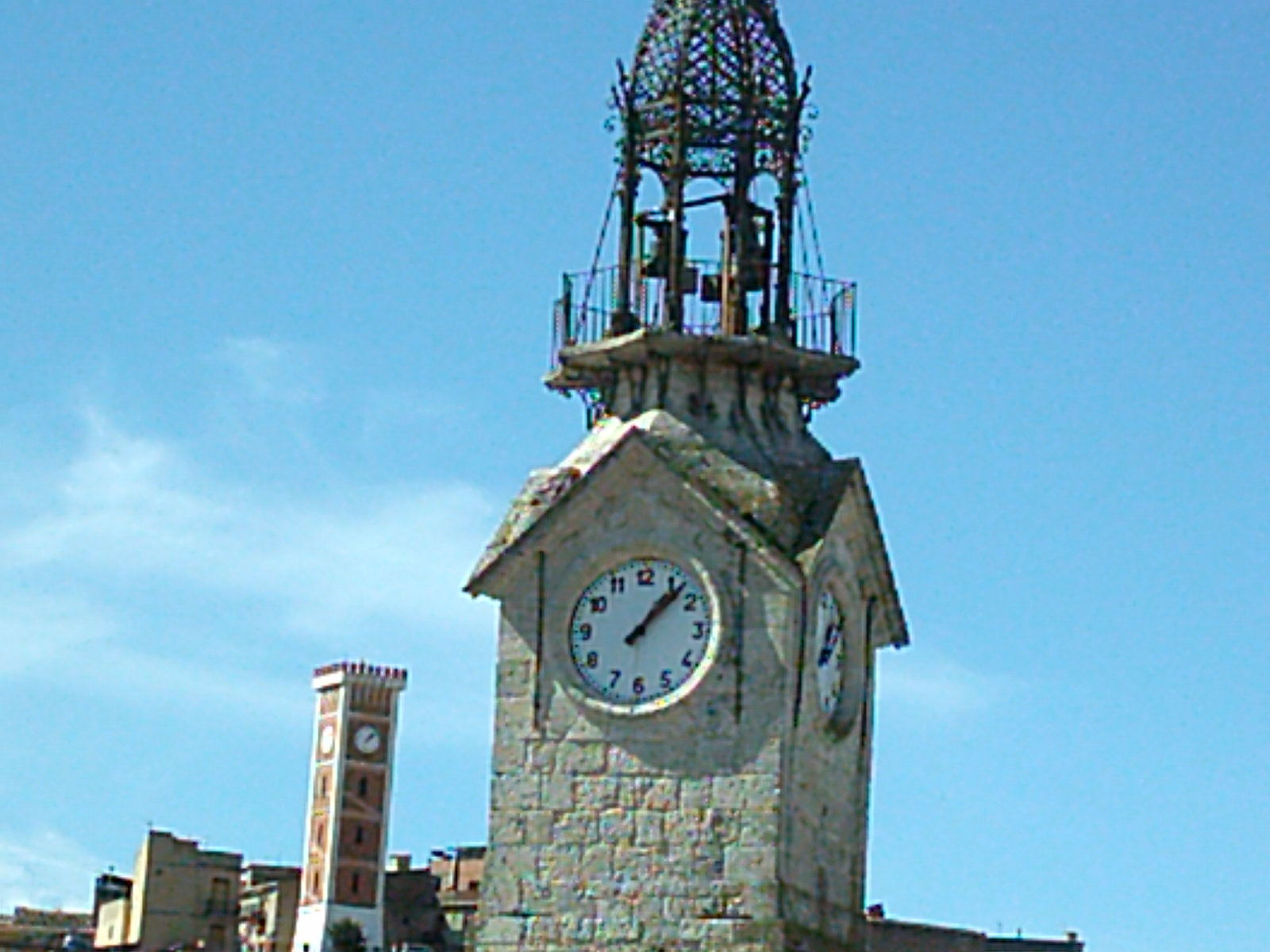
La tour de l'église de Rosario à San Cataldo en premier plan et la Torre civica dell'Orologio en deuxième plan.

### La zone archéologique de Vassallaggi
La zone archéologique de Vassallaggi est située à 4 km au nord de la ville de San Cataldo. On y retrouve les restes de l'antique ville de Motyon. Dans le site préhistorique de Vassallaggi on retrouve des traces datant de l'âge de bronze et du VIIe siècle av. J.-C.
Le site est connu depuis le XIXe siècle, mais ce n'est qu'à partir de 1905 que le site est devenu l'objet de campagnes de fouilles. Dans les années 1970, les fouilles ont permis de découvrir des traces remontant à l'époque de l'âge de bronze jusqu'au premier siècle apr. J.-C. On y retrouve des traces d'habitations, de murs, de tombes et de lieux de cultes.

## Société

### Évolution démographique
La population en 1901 était de 18 523 habitants, en 1921. La ville a connu une augmentation importante : on comptait 24 194 habitants, soit plus qu'en 2015. En 1936, la population était de 17 646 habitants à cause du fascisme et du début de la seconde guerre mondiale. En 1961, la population a augmenté grâce à la période des trente glorieuses et du baby-boom. En 1971, la population est redescendue pour atteindre 20 578 habitants car de nombreuses personnes sont parties au nord de l'Italie ou à l'étranger pour trouver du travail. Dans les décennies suivantes la population est remontée pour atteindre environ 23 000 habitants. La population de la ville de San Cataldo depuis 2001 est restée quasiment stable.
| Année | Habitants |
| ----- | --------- |
| 2001  | 23 159    |
| 2002  | 23 120    |
| 2003  | 23 130    |
| 2004  | 23 182    |
| 2005  | 23 149    |
| 2006  | 23 060    |
| 2007  | 23 238    |
| 2008  | 23 247    |
| 2009  | 23 359    |
| 2010  | 23 318    |
| 2011  | 23 410    |
| 2012  | 23 603    |
| 2013  | 23 486    |
| 2014  | 23 465    |
| 2015  | 23 253    |

### Ethnies et minorités
Les étrangers résidant à San Cataldo en 2015 représentent environ 2 % de la population de la ville. On retrouve en majorité des personnes venant de Roumanie ils représentent environ 36 % de la population totale étrangère suivant par les personnes d'origine pakistanaise qui représente environ 21 % de la population totale étrangère.
| Pays d'origine | Pourcentage de la population étrangère | Pourcentage dans la population totale de la ville |
| -------------- | -------------------------------------- | ------------------------------------------------- |
| Roumanie       | 36,63 %                                | 1,13 %                                            |
| Pakistan       | 21,31 %                                | 0,66 %                                            |
| Maroc          | 13,37 %                                | 0,41 %                                            |
| Chine          | 4,46 %                                 | 0,14 %                                            |
| Afghanistan    | 3,90 %                                 | 0,12 %                                            |
| Somalie        | 3,20 %                                 | 0,10 %                                            |

### Économie
L'économie de la ville de San Cataldo est historiquement basée sur le secteur agricole dans un système féodal encore aujourd'hui le secteur agricole est l'un des secteurs les plus importants grâce à la culture des céréales, des olives et des amandes. Durant la période du XIXe siècle aux premières années du XXe siècle, la ville a connu un développement massif des activités extractives, de l'extraction du soufre aux récentes activités extractives de sels de potassium. À partir des années 1970, en coïncidence avec le déclin des activités agricoles et l'abandon des activités extractives, on constate un développement de secteur industriel qui reste encore aujourd'hui important surtout concernant les petites industries qui produisent essentiellement des matériaux plastiques qui sont exportés en Italie et en Europe.

### Environnement
La ville de San Cataldo est un territoire intéressant grâce en partie à son environnement fluvial et aquatique influencés par les évaporations qui offrent à la ville des ressources minières variées comme le soufre ou les sels minéraux. Ces ressources minières ont contribué au développement des activités extractives aux XIXe et XXe siècles. L'environnement proche du fleuve Salito est caractérisé durant la période estivale par la présence de marais.
Les zones boisées sont riches dans la région, en particulier celle de Mustigarufi est devenue une zone protégée en 1992 grâce à WWF et Italia Nostra.

## Administration
| Période                                  | Période     | Identité                  | Étiquette    | Qualité     |
| ---------------------------------------- | ----------- | ------------------------- | ------------ | ----------- |
| 1997                                     | 2007        | Raimondo Torregrossa      | Forza Italia | Maire       |
| 29 mai 2007                              | 29 mai 2011 | Giuseppe Di Forti         | Forza Italia | Maire       |
| 2011                                     | 2013        | Francesco Raimondi        | PD-UDC       | Maire       |
| 2013                                     | 2014        | Dott.ssa Messina Concetta | Sans parti   | Commissaire |
| 2014                                     | En cours    | Giampiero Modaffari       | Sans parti   | Maire       |
| Les données manquantes sont à compléter. |             |                           |              |             |

### Communes limitrophes
Caltanissetta, Mussomeli, Serradifalco, Santa Caterina Villarmosa

### Jumelages
Olgiate Comasco depuis 2009
Cirò Marina depuis le 8 mai 2013
Milena depuis le 17 janvier 2016

## Personnalités
Alberto Vassallo di Torregrossa (1865-1959), nonce apostolique